# The Football Factory (film)
The Football Factory je angleški film, ki je nastal po književni predlogi Johna Kinga leta 2004 in govori o nogometnih huliganih. Režiral ga je Nick Love, glavna igralca v njem pa sta Danny Dyer in Frank Harper.

## Zgodba
Zgodba govori o huliganskih nogometnih navijačih. Osredotoča se na navijaški skupini Headhunters (Chelsea F.C.) in Bushwackers (Millwall F.C.). Film prikazuje spopade teh navijačev z navijači drugih angleških klubov. 

## Igralska zasedba
- Danny Dyer—Tommy Johnson
- Frank Harper—Billy Bright
- Neil Maskell—Rod
- Roland Manookian—Zeberdee
- Tamer Hassan—Millwall Fred
- Tony Denham—Harris